# Metapenaeopsis commensalis
Metapenaeopsis commensalis är en kräftdjursart som först beskrevs av Lancelot Alexander Borradaile 1898.  Metapenaeopsis commensalis ingår i släktet Metapenaeopsis och familjen Penaeidae. Inga underarter finns listade i Catalogue of Life.